# Leonel Suárez
Leonel Suárez Fajardo (Santiago de Cuba, 1 september 1987) is een Cubaanse meerkamper, die is gespecialiseerd in de tienkamp. Hij werd Cubaans kampioen en won op de Olympische Spelen twee bronzen medailles. Hij is de nationaal recordhouder en is daarnaast een constante tienkamper waardoor hij meerdere malen hoog is geëindigd in het klassement van de IAAF World Combined Events Challenge.

## Biografie

### Jeugd
Leonel Suárez werd geboren in de provincie Santiago de Cuba. Op negenjarige leeftijd verhuisde hij naar Mao in de provincie Holguín, waar hij aan verschillende sporten deed, waaronder atletiek. Tijdens zijn schooltijd was Suárez succesvol op nationaal niveau en behaalde hij diverse medailles op de Nationale Spelen voor scholieren. In 2005 overschreed Leonel Suárez voor het eerst de 7000-puntengrens.

### Internationaal
Suárez brak door in 2007 met verbeteringen van zijn persoonlijk record van in totaal bijna 800 punten, met als beste resultaat 8156 punten tijdens de nationale kampioenschappen, wat hem zijn eerste titel opleverde. Ook deed hij met twee continentale wedstrijden mee dat jaar: hij werd vierde bij de Pan-Amerikaanse Spelen met een score van 7843 punten en behaalde een tweede plek tijdens de Noord-Amerikaanse, Centraal-Amerikaanse en Caraïbische (NACAC) kampioenschappen meerkamp. 
In zijn eerst seizoen op mondiaal niveau, 2008, won hij de Mehrkampf-Meeting Ratingen in Ratingen (Duitsland) de tienkamp met een Cubaans recordaantal van 8451 punten. Ook nam hij voor het eerst deel aan de belangrijke Hypo-Meeting waar hij vierde werd. Op de Olympische Spelen van Peking verbeterde hij zijn nationale record verder en won hiermee een bronzen medaille. Met 8527 punten eindigde hij achter de Amerikaan Bryan Clay (goud; 8791) en de Wit-Rus Andrej Krawtsjanka (zilver; 8551). Ook bleek aan het eind van het seizoen dat de prestaties die hij had geleverd dat jaar goed waren voor een tweede plaats in het klassement van de IAAF World Combined Events Challenge.

### Wereldkampioenschappen Berlijn
Suárez verbeterde het nationaal record op de zevenkamp tijdens de Tallinn International Indoor Combined Events Meeting in februari 2009 naar 5959 punten. Hij begon zijn outdoorseizoen uitstekend met een score van 8415 in maart, gevolgd door een nationaal record van 8654 punten tijdens de Centraal-Amerikaanse en Caraïbische (CAC) kampioenschappen in juli, wat hem de CAC-titel opleverde. Zijn derde tienkamp van dat jaar was tijdens de wereldkampioenschappen in Berlijn waar hij zijn persoonlijke record met veertien punten benaderde. Alleen de Amerikaan Trey Hardee behaalde meer punten en dus behaalde Suárez een zilveren medaille.
In 2010 volbracht Suárez voor de tweede keer een indoorseizoen, met als persoonlijk hoogtepunt de meerkamp in Tallinn waar hij vijf punten meer haalde dan het nationale record van een jaar ervoor. Deze score wist hij een maand later niet te evenaren: hij behaalde 5764 punten, exact 200 punten minder dan zijn record en eindigde op een teleurstellende zevende plek. Het outdoorseizoen stond voor Suárez vooral in het teken van de Europese meerkampwedstrijden, waar hij diverse podiumplaatsen haalde. Hij deed mee aan de Hypo-Meeting in Götzis, waar hij derde werd achter Bryan Clay en Romain Barras, de Multistars waar hij achter Jake Arnold eindigde, de Mehrkampf-Meeting Ratingen met als resultaat een tweede plaats achter landgenoot Yordani García en tot slot de Décastar die hij won in zijn beste seizoensprestatie van 8328 punten. In het eindklassement van de IAAF World Combined Events Challenge eindigde hij als tweede achter Romain Barras.

### Constante reeks

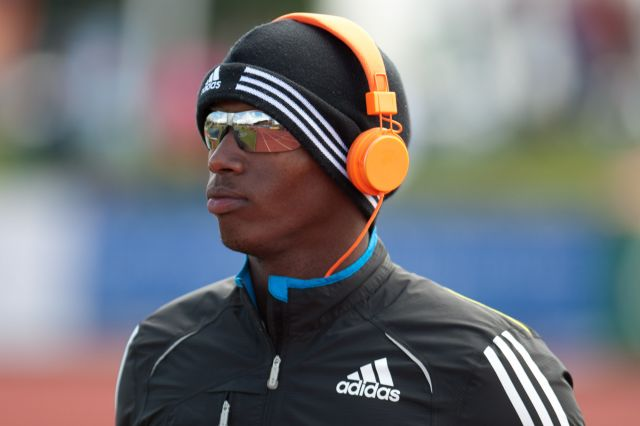
Leonel Suárez tijdens de Hypo-Meeting van 2011.

Leonel Suárez begon het wedstrijdjaar 2011 bij de traditionele seizoensopener in Götzis, waar hij het meeting-record speerwerpen verbeterde naar 75,49 m en als tweede achter Trey Hardee eindigde. Drie weken daarna zegevierde Suárez in Kladno waar hij de TNT-Fortuna Meeting won. Suárez piekte tijdens de wereldkampioenschappen van Daegu waar hij 8501 punten behaalde. Deze score was goed voor een derde positie achter de Amerikanen Trey Hardee en Ashton Eaton. Het totaal van deze drie wedstrijden (25172 punten), die allen meetelden voor het klassement van de IAAF World Combined Events Challenge, was hoger dan het totaal dat andere tienkampers hadden behaald tijdens wedstrijden deel uitmakend van het circuit, waardoor Suárez het prijzengeld van 30.000 dollar opstreek. In het naseizoen voegde Suárez een score van 8373 punten aan zijn constante reeks toe, waarmee hij de Pan-Amerikaanse Spelen won.

### Olympisch seizoen
Suárez moest de wereldindoorkampioenschappen in Istanboel in maart zonder hem voorbij laten gaan door problemen met zijn bloeddruk. Later, tijdens het baanseizoen was Suárez wel weer actief: bij de Hypo-Meeting in mei behaalde hij een vijfde plaats met 8289 punten, wat een olympische deelname veiligstelde. Tijdens de Olympische Spelen zorgde het speerwerpen voor zijn succes: hij klom van de achtste, naar de derde plek in het klassement en verdedigde die positie met succes op de afsluitende 1500 meter, waardoor hij zijn tweede olympische medaille binnensleepte.
Op de Olympische Spelen van 2016 in Rio de Janeiro eindigde hij met 8460 punten als zesde op de tienkamp.

## Titels
- Pan-Amerikaanse kampioen tienkamp - 2011
- Centraal-Amerikaans en Caraïbisch kampioen tienkamp - 2009
- Cubaans kampioen tienkamp - 2007

## Statistieken

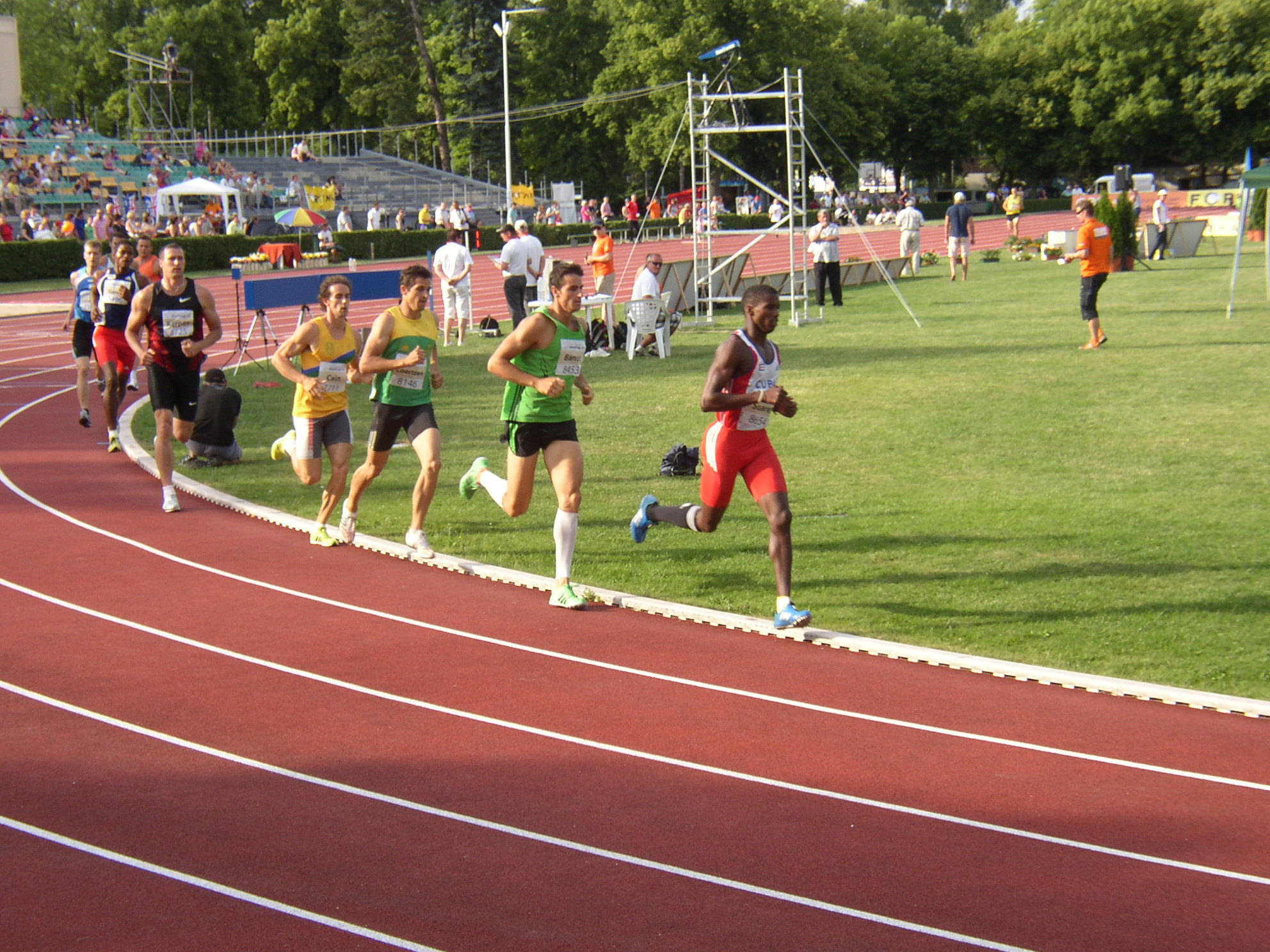
Leonel Suárez op kop tijdens de 1500 m bij de TNT-Fortuna Meeting van 2011 in Kladno.

### Persoonlijke records
Outdoor
| Onderdeel            | Prestatie   | Datum            | Plaats   |
| -------------------- | ----------- | ---------------- | -------- |
| 100 m                | 10,90 s     | 21 augustus 2008 | Peking   |
| 400 m                | 47,65 s     | 3 juli 2009      | Havana   |
| 1500 m               | 4.16,70     | 1 juni 2008      | Götzis   |
| 110 m horden         | 14,12 s     | 22 juni 2008     | Ratingen |
| hoogspringen         | 2,17 m      | 7 maart 2008     | Havana   |
| polsstokhoogspringen | 5,00 m      | 20 augustus 2009 | Berlijn  |
| verspringen          | 7,52 m      | 8 augustus 2012  | Berlijn  |
| kogelstoten          | 15,20 m     | 19 augustus 2009 | Berlijn  |
| discuswerpen         | 47,32 m     | 17 maart 2011    | Havana   |
| speerwerpen          | 78,29 m     | 18 maart 2016    | Havana   |
| tienkamp             | 8654 p (NR) | 3/4 juli 2009    | Havana   |

Indoor
| Onderdeel            | Prestatie   | Datum            | Plaats   |
| -------------------- | ----------- | ---------------- | -------- |
| 60 m                 | 7,11 s      | 21 februari 2009 | Sevilla  |
| 1000 m               | 2.36.12     | 13 februari 2010 | Tallinn  |
| 60 m                 | 7,90 s      | 2 februari 2010  | Göteborg |
| hoogspringen         | 2,16 m      | 7 februari 2009  | Tallinn  |
| polsstokhoogspringen | 4,85 m      | 13 februari 2010 | Tallinn  |
| verspringen          | 7,24 m      | 21 februari 2009 | Sevilla  |
| kogelstoten          | 14,29 m     | 2 februari 2010  | Göteborg |
| zevenkamp            | 5964 p (NR) | 13 februari 2010 | Tallinn  |

### Prestatieontwikkeling
| Jaar | Tienkamp |
| ---- | -------- |
| 2005 | 7267     |
| 2006 | 7357     |
| 2007 | 8156     |
| 2008 | 8527     |
| 2009 | 8654     |
| 2010 | 8328     |
| 2011 | 8501     |
| 2012 | 8523     |
| 2013 | 8317     |
| 2014 | 8317     |
| 2015 | 8027     |
| 2016 | 8460     |

### Opbouw PR meerkamp en potentie op basis van PR's
In de tabel staat de uitsplitsing van het persoonlijk record op de tienkamp. In de kolommen ernaast staat ook het potentieel record, met alle persoonlijke records op de losse onderdelen en de bijbehorende punten.
|              | Uitsplitsing PR | Uitsplitsing PR | Uitsplitsing PR |              | Potentieel record | Potentieel record |
| Onderdeel    | Prestatie       | Wind (m/s)      | Punten          | Pers. record | Punten            |                   |
| ------------ | --------------- | --------------- | --------------- | ------------ | ----------------- | ----------------- |
| 100 m        | 11,07           | +0,7            | 845             | 10,90        | 883               |                   |
| verspringen  | 7,42            | +0,8            | 915             | 7,52         | 940               |                   |
| kogelstoten  | 14,39           |                 | 752             | 15,20        | 802               |                   |
| hoogspringen | 2,09            |                 | 887             | 2,17         | 963               |                   |
| 400 m        | 47,65           |                 | 926             | 47,65        | 926               |                   |
| 110m horden  | 14,15           | -0,6            | 955             | 14,12        | 959               |                   |
| discuswerpen | 46,07           |                 | 789             | 47,32        | 815               |                   |
| polshoog     | 4,70            |                 | 819             | 5,00         | 910               |                   |
| speerwerpen  | 77,47           |                 | 1004            | 78,29        | 1016              |                   |
| 1500 m       | 4.27,29         |                 | 762             | 4.16,70      | 834               |                   |
| Puntentotaal |                 |                 | 8654            |              | 9048              |                   |

## Palmares

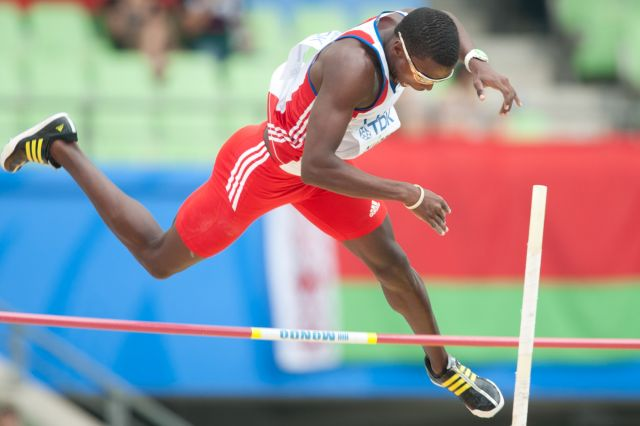
Suárez aan het polsstokhoogspringen tijdens de wereldkampioenschappen van 2011 in Daegu.

### zevenkamp
- 2010: 7e WK indoor - 5764 p

### tienkamp
- 2007: 4e Pan-Amerikaanse Spelen - 7936 p
- 2007:  NACAC kamp. meerkamp - 7843 p
- 2008: 4e Hypomeeting - 8366 p
- 2008:  Mehrkampf-Meeting Ratingen - 8451 p
- 2008:  OS - 8527 p
- 2008:  IAAF World Combined Events Challenge - 25344 p
- 2009:  Centraal-Amerikaanse en Caribische kamp. - 8654 p
- 2009:  WK - 8640 p
- 2010:  Hypomeeting - 8266 p
- 2010:  Décastar - 8328 p
- 2010:  IAAF World Combined Events Challenge - 24857 p
- 2011:  Hypomeeting - 8440 p
- 2011:  WK - 8501 p
- 2011:  Pan-Amerikaanse Spelen - 8373 p
- 2011:  IAAF World Combined Events Challenge - 25172 p
- 2012: 5e Hypomeeting - 8289 p
- 2012:  OS - 8523 p
- 2013: 10e WK - 8317 p
- 2016: 6e OS - 8460 p
- 2017: 8e Hypomeeting - 8214 p